# Franco Ceccarelli
Franco Ceccarelli (Modena, 13 maggio 1942 – Modena, 21 dicembre 2012) è stato un musicista e produttore discografico italiano, tra i fondatori dell'Equipe 84.

## Biografia
L'Equipe 84, complesso storico beat italiano formatosi nel 1962, si sciolse una prima volta nel 1970. A quest'anno risale l'uscita di Ceccarelli dal gruppo.
Nel 1971 fece un lungo viaggio lungo l'hippie trail fino a Kabul, e al suo ritorno aprì con la compagna Sandra il negozio underground Cammino Mistico.
Nel 1984, insieme a Victor Sogliani e Alfio Cantarella, storici componenti della band, Franco Ceccarelli riprese il nome dell'Equipe, riproponendo la storia musicale del gruppo. Dopo l'abbandono di Cantarella e la scomparsa di Victor nel 1995, Ceccarelli, con nuovi musicisti, mantenne viva la leggenda dell'Equipe 84.
Tra le sue attività, anche quella di produttore: in questa veste curò per Pierangelo Bertoli gli album Il centro del fiume e S'at ven in meint, e per Franco Fanigliulo Mi ero scordato di me e A me mi piace vivere alla grande.
Come autore scrisse, tra l'altro, alcune canzoni per i Nomadi, come Sera bolognese.
Nel 1996 pubblicò il libro Io ho in mente te. Storia dell'Equipe 84 (Zelig), non solo un'autobiografia collettiva, ma quasi il tema conduttore dei ricordi di una grande stagione, non solo musicale, assolutamente unica e indimenticabile. Negli ultimi anni scriveva musica per il teatro, il cinema e la tv.
La frase che più citava nei concerti era: "Finché ci sarete voi ci saremo noi".
Era il padre dell'attrice Sandra Ceccarelli.
È scomparso il 21 dicembre 2012, all'età di 70 anni.